# Фитоестрогени
Фитоестрогени су ксеноестрогени биљног порекла које не производи ендокрини систем човека, већ се конзумирају кроз исхрану. Они представљају разноврсну групу природних нестероидних једињења присутних у биљкама, која због своје структурне сличности са естрадиолом (17-β-естрадиол), имају потенцијал да индукују естроген и/или антиестрогене ефекте,  активирањем и блокирањем места у рецепторима за естроген.

## Намирнице са високим садржајем фитоестрогена
Према једној студији фитоестрогена у западњачкој исхрани, храна са највећим релативним садржајем фитоестрогена била је:
- соја и производи од соје
- сусам
- пшеница
- овас
- јечам
- сочиво
- црвена детелина
- ораси
- махунарке
- семе лана (лан)
- пискавица (садржи диосгенин, али се такође користи за прављење Тестофена, једињења које узимају мушкарци за повећање тестостерона).
- зоб
- пасуљ
- пиринач
- јабуке
- шаргарепа
- шипак
- пшеничне клице
- пиринчане мекиње
- кудуз
- кафа
- корен сладића
- нана
- гинсенг
- хмељ
- коморач
- анис
- спанаћ

- Фитоестроген из црвене детелине може да штити од хормонски зависних врста ракасеме лана и друге уљарице (које садрже највећи укупни садржај фитоестрогена),

Највеће концентрације изофлавона налазе се у соји и производима од соје, а затим у махунаркама, док су лигнани примарни извор фитоестрогена који се налазе у орашастим плодовима и уљарицама (нпр лан), а такође се налазе у житарицама, махунаркама, воћу и поврћу.
Садржај фитоестрогена се разликује у различитим намирницама и може значајно да варира унутар исте групе намирница (нпр сојина пића, тофу) у зависности од механизама обраде и врсте коришћене соје. 
Махунарке (посебно соја), житарице од целог зрна и нека семена имају висок садржај фитоестрогена.

## Механизам дејства
Фитоестрогени испољавају своје ефекте првенствено кроз везивање за естрогенске рецепторе (ЕР). Постоје две варијанте рецептора естрогена:
- алфа рецептора естрогена (ЕР-α) и

- бета рецептора естрогена (ЕР-β)

Mноги фитоестрогени показују нешто већи афинитет за ЕР-β у поређењу са ЕР-α.
Кључни структурни елементи омогућавају фитоестрогенима да се вежу са високим афинитетом за рецепторе естрогена и показују ефекте сличне естрадиолу су:
- Фенолни прстен који је неопходан за везивање за рецептор естрогена

- Прстен изофлавона који опонаша прстен естрогена на месту везивања рецептора

- Прстен изофлавона који опонаша прстен естрогена на месту везивања рецептораМала молекулска тежина слична естрогенима (МВ=272)

- Удаљеност између две хидроксилне групе у језгру изофлавона слична је оној која се јавља у естрадиолу
- Оптимални образац хидроксилације

Поред интеракције са ЕР, фитоестрогени могу такође да модулишу концентрацију ендогених естрогена везивањем или инактивацијом неких ензима, и могу утицати на биорасположивост полних хормона депресијом или стимулацијом синтезе глобулина који везује полне хормоне (СХБГ).
Нови докази показују да се неки фитоестрогени везују за рецепторе активиране пролифератором пероксизома (ППАР) и трансактивирају их. Ин витро студије показују активацију ППАР-а у концентрацијама изнад 1 μМ, што је више од нивоа активације ЕР-а. При концентрацији испод 1 μМ, активација ЕР може играти доминантну улогу. При вишим концентрацијама (>1 μМ), активирају се и ЕР и ППАР. Студије су показале да и ЕР и ППАР утичу једни на друге и стога изазивају различите ефекте на начин који зависи од дозе. Коначни биолошки ефекти генистеина су одређени балансом између ових плеиотрофних деловања.

## Антитуморско дејство фитоестрогена
Већа група фитонутријената који су из групе изофлавона  (битни су за здравље жене!) на пример из соје, црвене детелине и ражи могу да штите од хормонски зависних врста рака (нпр рака дојке).